# Vistabella (Murcia)
Vistabella es un barrio de la ciudad de Murcia. Está situado en la margen izquierda del río Segura. Junto con los barrios de La Paz y La Fama forma el distrito Este. También colinda al oeste con el barrio de San Juan y al sur con el barrio del Infante Juan Manuel, al otro lado del río.

## Historia
Este barrio, fundado a finales de la década de 1940, tuvo el innovador diseño de Ciudad Jardín bajo la dirección de los arquitectos José León y Daniel Carbonell Ruiz. Fue construido a las afueras de la ciudad entre 1948 y 1953 y fue destinado a exmilitares y viudas de guerra civil española. En total se construyeron 1.136 viviendas. Debido al crecimiento de la ciudad en los últimos años, actualmente es un barrio céntrico de la ciudad de Murcia y, a pesar de ello, la tranquilidad es su principal característica.

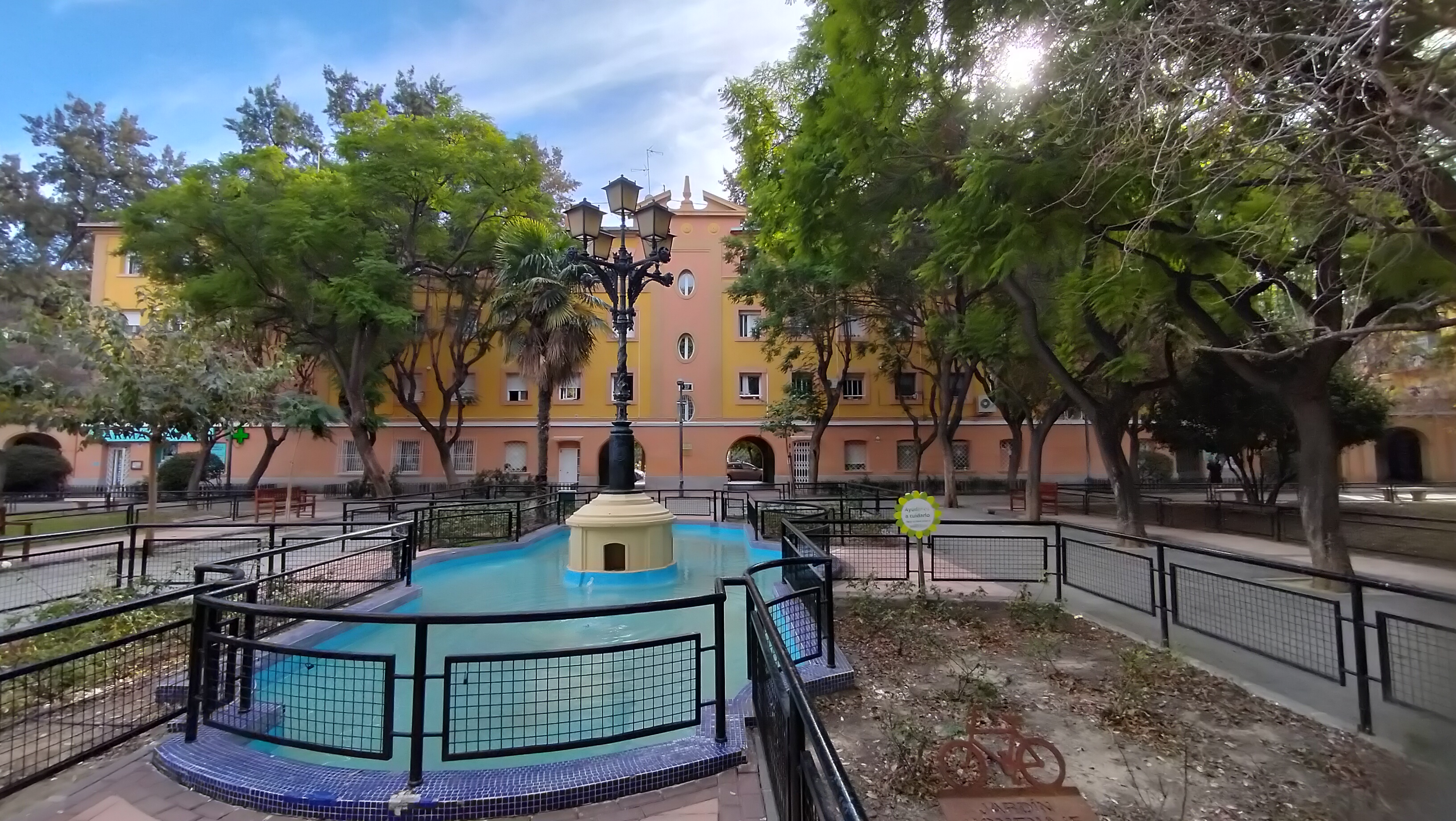
Plaza de los Patos

Si bien la media de edad de los habitantes de Vistabella es bastante elevada, se está produciendo un relevo generacional, por el que, parejas jóvenes, artistas, periodistas, músicos, ya sea en pisos compartidos o en el formato tradicional de "casa de familia", están, bien alquilando, o bien comprando casas en este barrio, debido a que los precios son un poco menos abusivos que en otras zonas de la ciudad, y a la comodidad del barrio señalada anteriormente. Actualmente tras su proceso de rehabilitación está considerado como uno de los barrios más acomodados de Murcia.
Sus calles aún conservan los nombres que se les puso durante el régimen franquista, la mayoría de ellos nombres de oficiales del bando sublevado (como es el caso de "Capitán Balaca"). Estas placas son habitualmente manchadas con pintura roja por parte de desconocidos, en señal de protesta. La presencia de 
estas placas podría verse afectada por la Ley de Memoria Histórica.

## Características
Se trata de un barrio con un encanto especial, hasta el punto de parecer un pequeño pueblo en el interior de una gran ciudad como Murcia.
En el barrio hay manzanas de edificios de hasta 4 plantas y zonas de viviendas unifamiliares. El epicentro del barrio es la zona de la iglesia de Nuestra Señora de Fátima y la plaza peatonal conocida como "Plaza de los Patos", debido al estanque en que antiguamente había alguna de estas aves.

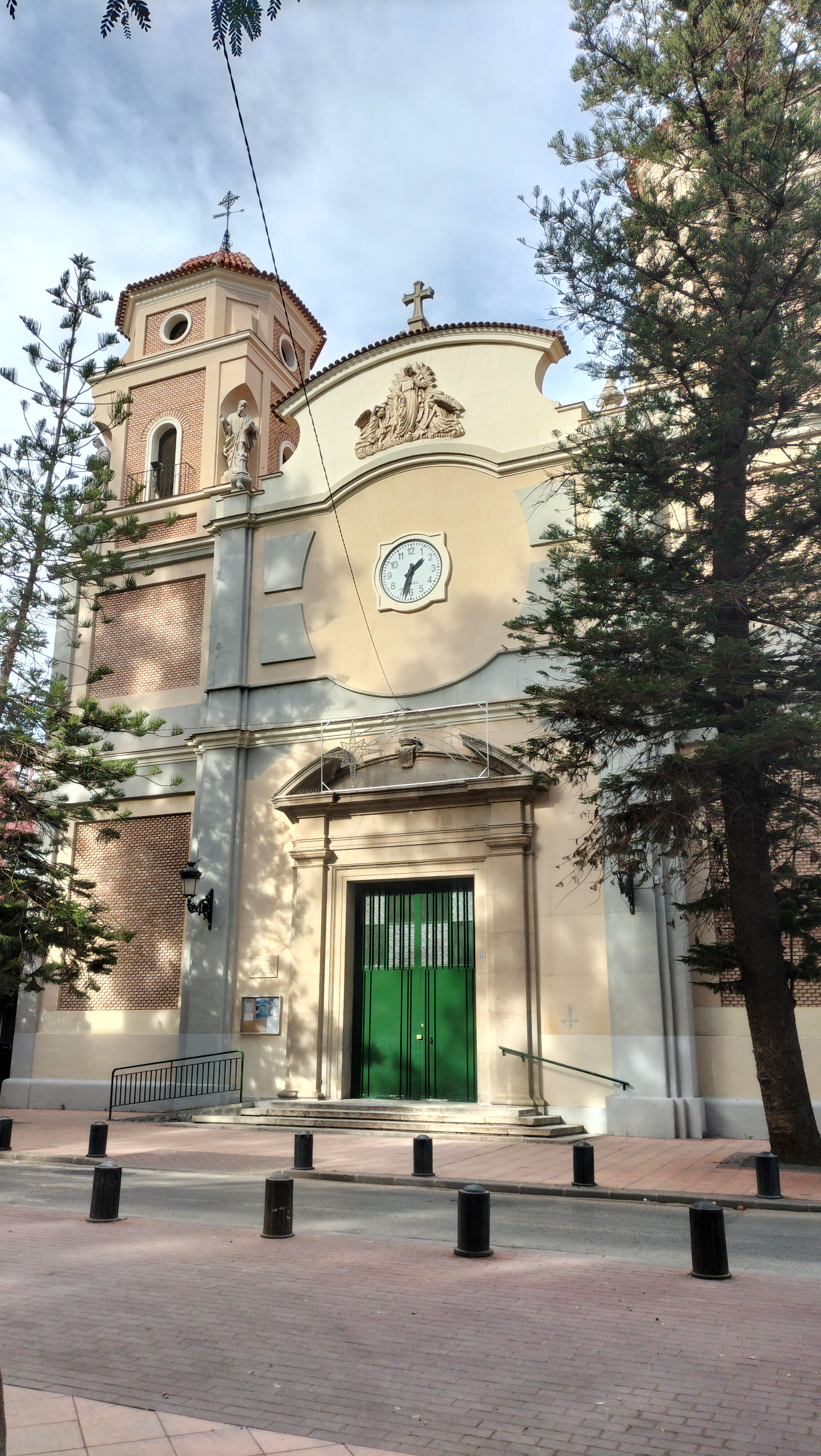
Iglesia de Nuestra Señora de Fátima

Entre los servicios que se pueden encontrar en el barrio o inmediaciones destacan el mercado de abastos, el colegio de enseñanza infantil y primaria Vistabella,  el Hospital General Reina Sofía, y numerosos bares (El Jumillano, Churrería Vistabella, "El Chino" Juan, etc.) y comercios. Se encuentra en un sitio estratégico culturalmente, ya que en este barrio se sitúa el Auditorio Víctor Villegas. Como se ha indicado, tiene una iglesia de culto católico bajo advocación de la Virgen de Fátima, siendo la fiesta patronal del el 13 de mayo. 
En lo referente a las comunicaciones circula el microbús urbano de la línea 17 de color rojo, más pequeño que un autobús convencional. Por carretera, se accede desde la Ronda de Garay, Avenida Primero de Mayo o la Avenida de la Fama, estando muy cercano el comienzo de la Ronda Sur. 
Desde el barrio hay tres puentes hacia la otra orilla del río, el puente de la Fica, el puente de Vistabella y el puente del Hospital. El de Vistabella fue diseñado por el famoso arquitecto Santiago Calatrava y suscitó algunas críticas entre los vecinos debido a la ruptura de las losas que conformaban el suelo y la peligrosidad que ello conllevaba, además de los frecuentes resbalones que se producían cada vez que llovía, lo cual le confería una cierta peligrosidad. Posteriormente fue reformado el piso.
En la cercana Avenida de la Fama se realiza el tradicional mercado cada jueves, extendido por algunas calles del barrio.